# ماهيش مانجريكار
ماهيش مانجريكار هو كاتب سيناريو ومنتج أفلام ومخرج وممثل هندي، ولد في 16 أغسطس 1958 بمومباي في الهند.

## أعمال

### أفلام
- (2005) هكذا يجب أن تكون الحياة بالفعل!
- (2008) مليونير متشرد
- (2011) استعداد
- (2011) بودي جارد
- (2014) عودة سينغهام
- (2015) باجيراو ماستاني

## وصلات خارجية
- ماهيش مانجريكار على موقع IMDb (الإنجليزية)
- ماهيش مانجريكار على موقع ألو سيني (الفرنسية)
- ماهيش مانجريكار على موقع أول موفي (الإنجليزية)
- ماهيش مانجريكار على موقع قاعدة بيانات الأفلام السويدية (السويدية)
- ماهيش مانجريكار على موقع قاعدة بيانات الفيلم (الإنجليزية)
- ماهيش مانجريكار على موقع كينوبويسك (الروسية)